# Cyclolejeunea accedens
Cyclolejeunea accedens là một loài Rêu trong họ Lejeuneaceae. Loài này được (Gottsche) A. Evans mô tả khoa học đầu tiên năm 1904.